# ألبرتو كولومبو
ألبرتو كولومبو (بالإنجليزية: Alberto Colombo)‏ هو مؤلف موسيقى تصويرية وملحن أمريكي، ولد في 27 نوفمبر 1888 في نيويورك في الولايات المتحدة، وتوفي في 24 مارس 1954 في لوس أنجلوس في الولايات المتحدة.

## وصلات خارجية
- ألبرتو كولومبو على موقع IMDb (الإنجليزية)
- ألبرتو كولومبو على موقع ميوزك برينز (الإنجليزية)
- ألبرتو كولومبو على موقع أول موفي (الإنجليزية)
- ألبرتو كولومبو على موقع قاعدة بيانات الفيلم (الإنجليزية)